# Liste der Monuments historiques in Marolles (Marne)
Die Liste der Monuments historiques in Marolles führt die Monuments historiques in der französischen Gemeinde Marolles auf.

## Liste der Objekte
| Bezeichnung               | Beschreibung                    | Standort                                     | Kennzeichnung | Schutzstatus | Datum | Bild |
| ------------------------- | ------------------------------- | -------------------------------------------- | ------------- | ------------ | ----- | ---- |
| Skulptur Heiliger Eligius | Stein, 17. Jahrhundert          | in der Kirche Assomption-de-la-Vierge (Lage) | PM51002137    | Inscrit      | 1974  |      |
| Skulptur Madonna mit Kind | Stein, 17. oder 18. Jahrhundert | in der Kirche Assomption-de-la-Vierge (Lage) | PM51002138    | Inscrit      | 1974  |      |
| Taufbecken                | Stein, 16. Jahrhundert          | in der Kirche Assomption-de-la-Vierge (Lage) | PM51002139    | Inscrit      | 1974  |      |